# Raghuva subpurcata
Raghuva subpurcata är en fjärilsart som beskrevs av Walker 1866. Raghuva subpurcata ingår i släktet Raghuva och familjen nattflyn. Inga underarter finns listade.